# 張裂
張裂（英語：Rift）
是岩石圈被拉開的線性區域  ，是伸展構造的一種。
典型的張裂特徵在中央有線狀的斷陷窪地，稱為地塹，但更常見的是半地塹。半地塹的正斷層和張裂側隆起都在一側，另一側缺失 。張裂若保持在海平面以上，它們形成一個板塊裂谷，若被水填滿，就形成一個裂谷湖。張裂區的軸心可能含有火山岩，但不是張裂都有火山活動。
大多數大洋中脊的中心軸都有張裂，是兩塊板塊之間的分離板塊邊緣，也是新生洋殼和岩石圈的地區。
衰退張裂（英語：Failed Rift）是大陸在分裂時未能達到分開擴張。通常從張裂活動到擴張的過渡期常發生在三叉汇接区，此區有三條張裂集聚在一個熱點 (地質學)。其中兩條張裂持續發展到海底擴張的地步，而第三條中途停止發展，形成拗拉槽。

### 張裂發展

#### 張裂起始
張裂成熟度可由對局部應變反應而形成的張裂盆地變化來分期。在裂陷開始形成時，岩石圈上部發展一系列不連通的正斷層，形成孤立的盆地。若在陸上形成張裂，此期的排水通常是內部的。

#### 成熟張裂階段
隨著張裂的發展，一些單獨的斷層會增長，最終連接在一起形成邊界斷層。隨後的擴張運動都集中在這些邊界斷層。斷層的延長和斷層間距的加寬，導致沿張裂軸的沉降區域更加連續。此階段張裂肩的發育有明顯隆升，對張裂盆地的排水和沈積有強烈的影響。
在張裂活動的高潮期，地殼會變薄，地表下沉，莫霍面相應升高。與此同時，因地幔岩石圈（英語：mantle lithosphere）變薄，導致軟流圈頂部上升。這將使高熱流從上升的軟流圈帶入到變薄的岩石圈，導致岩石圈進行脫水熔融，通常在這種大於 30 °C 的高熱梯度下，引起極端變質作用。在碰撞造山帶中，變質產物為的高溫至超高溫的麻粒岩及其伴生的混合岩和花崗岩。在大陸張裂帶可能有變質核雜岩，而在擴張脊中可能有洋核雜岩。這就形成一種在伸展構造中的造山運動，稱為裂谷造山運動 （英語：Rift orogeny）。

#### 張裂後期沉降
一旦張裂停止活動，張裂下面的地幔就會冷卻，並伴隨著大面積的張裂後期沉降。沉降量與張裂期地殼減薄量直接有關，以β因子來計算（初始地殼厚度除以最終地殼厚度）。沉降量也受張裂盆地在每個階段的填充程度及物質的影響，因為沉積物的密度比水更大。 “McKenzie 模型”是一種簡單的張裂形成模型，它假設張裂形成階段是瞬時的。根據張裂後期沉降量的觀察，來估計地殼變薄量 。另一種模型為“彎曲懸臂模型” 'flexural cantilever model'，該模型考慮了張裂斷層的幾何形狀和地殼上部的彎曲均衡flexural isostasy 。

### 張裂多期活動
一些張裂顯示出複雜而漫長的張裂歷史，具幾個不同的成長階段。北海張裂就是一個實列，從二疊紀到最早白堊紀，超過 1 億年的時期，經歷了的幾個獨立的張裂發展階段。

### 分裂到分開
張裂可能導致大陸分開和海洋盆地的形成。張裂演變到大陸分開時，海底會沿著大洋中脊而擴張，造成洋盆，並分隔兩側共軛大陸邊緣。。張裂活動可能是主動的，受地幔對流控制。它也可能是被動的，被遠場拉伸岩石圈的構造力驅動。受拉伸變形階段之間的空間和時間影響，造成不同邊緣區結構的發展。邊緣區的分割最終導致形成莫霍面不同變化的張裂域，包括近端張裂域，具有由斷層旋轉的地殼塊、頸縮張裂帶，其地殼基底變薄、遠端張裂域，具有深凹陷盆地、洋-陸過渡張裂帶和大洋張裂帶域。
在張裂演化過程中，常見變形和岩漿相互作用。具岩漿活動的邊緣有主要的火山活動特徵。此種火山邊緣均在被動大陸邊緣。缺乏岩漿活動的張裂邊緣，一般會受到大規模斷層和地殼超伸展的影響，在海底伸展滑脫帶，常具有被蛇紋石化的上地幔的橄欖岩和輝長岩。